# Portlock Island
Portlock Island, auch Kulbi Island genannt, ist eine kleine, unbewohnte Insel in der Torres-Straße im  Pazifik nordöstlich von Moa Island. Mit der knapp 1,5 Kilometer nordwestlich gelegenen Insel Tobin zählt sie zur Gruppe der Kulbi-Inseln.
Der Inselname geht auf den britischen Marineoffizier Nathaniel Portlock (1747–1817) zurück.
Die flache Insel ist von einem dichten Saumriff umschlossen. Sie gehört politisch zum australischen Bundesstaat Queensland.